# Agostino Petitti Bagliani di Roreto
Agostino Petitti Bagliani conte di Roreto (Torino, 13 dicembre 1814 – Roma, 28 agosto 1890) è stato un generale e politico italiano del Risorgimento.

## Biografia
Agostino Petitti Bagliani di Roreto apparteneva ad una nobile famiglia piemontese, originaria di Cherasco. Il padre, conte Carlo Ilarione Petitti di Roreto (Torino, 1790-1850), valente economista e scrittore, da molti considerato il maggior ispiratore delle riforme carlo-albertine, rimasto vedovo della moglie Gabriella Genna dei conti di Cocconato, lo iscrisse ancora in giovane età all'Accademia Reale militare di Torino, dalla quale uscì nel 1833 con il grado di tenente. Dopo un periodo trascorso a Torino alla Venaria Reale e poi al Comando del Corpo di artiglieria, nel 1848 partecipò alla prima guerra di indipendenza, meritando una menzione onorevole.
Nel novembre dello stesso anno fu promosso maggiore e con tale grado ricoprì l'incarico di capo di Stato Maggiore della 6ª Divisione, agli ordini del generale Alfonso La Marmora. Nel 1853 fu promosso tenente colonnello e nominato segretario generale del Ministero della guerra. Capo di Stato Maggiore nella guerra di Crimea (1855-1856), nel novembre del 1858 assunse il comando del Reggimento di artiglieria da campagna a Venaria Reale, che tenne fino al 26 aprile 1859.
Nel 1859 prese parte, come aiutante del generale Alfonso La Marmora, alle operazioni della seconda guerra di indipendenza ed accanto a lui visse le battaglie di Palestro, Magenta, Solferino e San Martino ed in particolare della Madonna della Scoperta, sulla quale scrisse una memoria - Madonna della Scoperta (Battaglia di San Martino, 24 giugno 1859) Studio storico tattico - pubblicata postuma da Casanova (Torino) nel 1909, a cura del nipote generale Alfonso Petitti di Roreto. Durante la guerra del 1859 fu promosso maggior generale e nel 1860 tenente generale, quand'era comandante della 3ª Divisione a Milano. Nello stesso anno si sposò con Maria Bellotti di Milano (1835-1890), dalla quale ebbe due figlie: Teresa Maria (1861–1917) e Vittoria Emanuela (1862–1956).
Deputato al Parlamento per il collegio di Cherasco dal 1849 al 1867, fu nominato Ministro della guerra nel primo governo di Urbano Rattazzi (1862) e nel secondo governo di Alfonso La Marmora (1864). La sua attività ministeriale fu caratterizzata da importanti interventi di riordino dell'esercito, compresa la fusione del corpo dei volontari garibaldini nelle truppe regolari, e dall'impulso dato all'istituzione di scuole per i militari ed ai relativi programmi di istruzione. Nel 1866 partecipò alla terza guerra di indipendenza in qualità di aiutante generale dell'esercito e poi come comandante del IV Corpo d'armata. Il 12 agosto 1866 firmò in nome del Regno d'Italia l'armistizio di Cormons con l'omologo austriaco maggior generale barone Karl Möring.
Terminata la guerra, fu nominato comandante generale della Divisione militare di Alessandria e, nel 1870, della Divisione militare di Milano, conservando l'alto comando delle divisioni di Torino, Alessandria e Genova. Del 1870 è pure la sua nomina a senatore del Regno, che giunse quale meritato riconoscimento per i servizi resi alla costruzione dell'unità nazionale ed alla gestione dello Stato e che si unì alle numerose altre onorificenze italiane e straniere. Nel 1873 ebbe il Comando generale di Milano, che comprendeva le Divisioni di Milano e di Alessandria. Fu collocato a riposo nel 1877 dopo 44 anni di vita militare attiva. Morì a Roma il 28 agosto 1890.

## Opere
- L'ordinamento dell'Esercito Italiano esposto col Bilancio per 1863. Esame delle osservazioni di S.E. il Generale Fanti, Tipografia Scolastica di Seb. Franco e Figli, Torino 1863
- Relazione a S.M. in data 18 dicembre 1864 per l'approvazione di alcune modificazioni sull'ordinamento dei Corpi attivi dell'Esercito, Tipografia Fodratti, Torino 1864
- Dell'amministrazione della Guerra nel 1864, Tipografia Fodratti, Torino 1865
- Dell'amministrazione della Giustizia penale militare italiana negli anni 1861-62-63-64, Tipografia Fodratti, Torino 1865
- Madonna della Scoperta (Battaglia di San Martino, 24 giugno 1859) Studio storico tattico, Casanova, Torino 1909